# Sân bay Eenhana
Sân bay Eenhana (ICAO: FYEN) là một sân bay ở Eenhana, Namibia.